# 本溪三藥
遼寧华润本溪三藥有限公司，簡稱本溪三藥，屬於華潤集團旗下的，北京醫藥股份有限公司附屬公司，1980年建廠及成立，當時前身為本溪第三製藥廠，主要業務銷售及生產中成藥產品。
現時董事長及首席執行官何曉霞女士。2008年，被華潤集團旗下的，北藥股份收購。但到2011年9月30日，被華潤三九收購。

## 外部連結
- 遼寧华润本溪三藥有限公司